# Рекіно-Хрести
Рекіно-Хрести (рос. Рекино-Кресты) — присілок у Солнечногорському районі Московської області Російської Федерації.

## Розташування
Рекіно-Хрести входить до складу міського поселення Солнечногорськ, воно розташовано на південь від Солнечногорська, поруч із озером Сенеж. Найближчі населені пункти — Дубиніно, Редіно, Сенеж, Скородумки. Присілок розташовано вздовж Ленінградського шосе.

## Населення
Станом на 2002 рік у присілку проживало 32 особи.